# Medical Lake
Medical Lake é uma cidade localizada no estado norte-americano de Washington, no Condado de Spokane.

## Demografia
Segundo o censo norte-americano de 2000, a sua população era de 3758 habitantes.
Em 2006, foi estimada uma população de 4403, um aumento de 645 (17.2%).

## Geografia
De acordo com o United States Census Bureau tem uma área de
9,5 km², dos quais 8,9 km² cobertos por terra e 0,6 km² cobertos por água. Medical Lake localiza-se a aproximadamente 727 m acima do nível do mar.

## Localidades na vizinhança
O diagrama seguinte representa as localidades num raio de 24 km ao redor de Medical Lake.